# Hernán Fenner
Hernán Fenner bzw. Hernán Fener, vollständiger Name Hernán Gustavo Fener, (* 21. Juni 1990 in Quilmes) ist ein argentinischer Fußballspieler.

## Verein
In der Spielzeit 2008/09 traf der je nach Quellenlage 1,76 Meter oder 1,77 Meter große Stürmer Fenner bei zwölf Einsätzen 14 mal für Asociación Deportiva Berazategui in der Primera C und belegte am Saisonende hinter Meister Villa San Carlos den zweiten Tabellenplatz. Zuletzt war er bis Mitte 2013 an San Lorenzo de Almagro ausgeliehen. Zur Spielzeit 2013/14 wechselte er nach Uruguay zum Cerro Largo FC in die Primera División. Dort absolvierte er 17 Ligaspiele und schoss zwei Tore. Anschließend wechselte er im Juli 2014 zum Club Luján. Mitte Januar 2015 schloss er sich wieder Berazategui an. Von dort wechselte er Anfang August 2016 nach Costa Rica zu CS Cartaginés. Bislang (Stand: 15. März 2017) lief er bei den Mittelamerikanern in 26 Ligaspielen auf und schoss sechs Tore.